# 原田研介
原田 研介（はらだ けんすけ、1968年9月28日 - ）は、日本のロボット工学者。博士（工学）（京都大学・1997年）。
現在，大阪大学大学院基礎工学研究科教授．産業技術総合研究所クロスアポイントメントフェロー，大阪大学大学院基礎工学研究科ダイフク物流自動化技術協働研究所所長など．広島大学助手，産業技術総合研究所研究員，主任研究員・研究グループ長などを歴任。人間の知能は手によるマニピュレーション操作に表出するとし、ロボットマニピュレーションに関する研究に従事。IEEE, JSME (Japan Society of Mechanical Engineers), RSJ (Robotics Society of Japan)のFellow. 

## 来歴・人物
- 1968年9月 福岡県福岡市生まれ
- 1987年3月 福岡県立修猷館高等学校卒業[2]
- 1992年3月 京都大学工学部機械工学科卒業
- 1997年3月 京都大学大学院工学研究科機械工学専攻博士課程修了、ロボットアームの研究で博士（工学）の学位取得
- 1997年4月 広島大学工学部助手
- 2002年4月 産業技術総合研究所知能システム研究部門研究員
- 2005年11月 スタンフォード大学コンピュータサイエンス学科訪問研究員
- 2007年4月 産業技術総合研究所知能システム研究部門主任研究員
- 2013年5月 産業技術総合研究所マニピュレーション研究グループ発足研究グループ長
- 2016年4月 大阪大学大学院基礎工学研究科教授
- 2020年度 - 2024年度 NEDOによる助成事業「革新的ロボット研究開発基盤構築事業」（2020年度～2024年度[3]）プロジェクトリーダー

## 受賞歴
- 2021年5月IEEE International Conference on Robotics and Automation Milestone Award IEEE Robotics and Automation Society
- 2020年5月部門優秀論文表彰 日本機械学会ロボティクスメカトロニクス部門
- 2020年2月フェロー 日本機械学会
- 2019年12月部門貢献表彰 計測自動制御学会SI部門
- 2019年6月部門学術業績賞 日本機械学会ロボティクスメカトロニクス部門
- 2019年3月Best Paper Runner-up Award The 12th Asia Pacific Workshop on Mixed and Augmented Reality
- 2018年12月論文賞 FA財団
- 2017年9月論文賞・友田賞 計測自動制御学会
- 2014年12月計測自動制御学会Si部門 研究奨励賞
- 2013年5月Robomech表彰 日本機械学会ロボティクスメカトロニクス部門
- 2010年4月理事長賞（特別貢献） 産業技術総合研究所
- 2008年4月Award for Excellence in Physical Sciences and Mathematics Professional & Scholarly Publishing Division, Association of American Publishers, Inc.
- 2008年4月学会賞（論文） 日本機械学会
- 2006年5月Robomech表彰 日本機械学会ロボティクスメカトロニクス部門
- 2005年9月論文賞 日本ロボット学会
- 2005年3月最優秀論文賞 第10回ロボティクスシンポジア
- 2004年4月Best Video Award IEEE International Conference on Robotics and Automation
- 2001年9月研究奨励賞 日本ロボット学会
- 2001年5月Outstanding Paper Award IEEE International Symposium of Assembly and Task Planning